# Роберт Лоджа
Роберт Лоджа (англ. Robert Loggia; 3 січня 1930 — 4 грудня 2015) — американський актор.

## Біографія
Роберт Лоджа народився в Нью-Йорку в родині італійських емігрантів. Батько Бенджамін Лоджа — швець, мати Єлена Бландіно — домогосподарка. Закінчив школу New Dorp High School в 1947 році. Навчання в коледжі Вагнера, закінчив університет Міссурі в місті Коламбія зі ступенем у галузі журналістики в 1951 році. Потім служив в армії.

## Кар'єра
На початку 1950-х років вступив до акторської студії і почав виступати на Бродвеї. Знімався у таких фільмах, як «Офіцер і джентльмен» (1982), «Обличчя зі шрамом» (1983), «Великий» (1988), «День незалежності» (1996), «Загублене шосе» (1997). За роль у фільмі «Зазублене лезо» (1985) був номінований на премію «Оскар» як найкращий актор другого плану.

## Особисте життя
Роберт Лоджа був одружений з Марджорі Слоан з 28 березня 1954 по 1981 рік. Народилося троє дітей: Крістіна, Джон і Трейсі. Вдруге одружився 27 грудня 1982 року з Одрі О'Браєн.
Помер 4 грудня 2015 року в Лос-Анджелесі.

## Фільмографія
| Рік  |    | Українська назва                              | Оригінальна назва                 | Роль                        |
| ---- | -- | --------------------------------------------- | --------------------------------- | --------------------------- |
| 1956 | ф  | Хтось там нагорі любить мене                  | Somebody Up There Likes Me        | Френкі Пеппо                |
| 1957 | ф  |                                               | The Garment Jungle                | Туліо Рената                |
| 1958 | ф  |                                               | Cop Hater                         | детектив Стів Кареллі       |
| 1958 | ф  |                                               | The Lost Missile                  | доктор Девід Лорінг         |
| 1963 | ф  |                                               | Cattle King                       | Джонні Кватро               |
| 1965 | ф  | Найвеличніша історія з коли-небудь розказаних | The Greatest Story Ever Told      | Йосип                       |
| 1966 | ф  |                                               | The Three Sisters                 | Сольоний                    |
| 1966 | ф  |                                               | Elfego Baca: Six Gun Law          | Ельфего Бака                |
| 1968 | с  | Велика долина                                 | The Big Valley                    | Верн Гіксон                 |
| 1969 | ф  | Че!                                           | Che!                              | Фаустіно Моралес            |
| 1974 | ф  |                                               | Two Missionaries                  | Марші Гонзага               |
| 1977 | ф  |                                               | Speedtrap                         | Спільяно                    |
| 1977 | ф  |                                               | First Love                        | Джон Марч                   |
| 1978 | ф  |                                               | Revenge of the Pink Panther       | Аль Маркіоне                |
| 1979 | тф | Немає іншої любові                            | No Other Love                     | Девід Майклс                |
| 1980 | ф  |                                               | The Ninth Configuration           | лейтенант Бенніш            |
| 1980 | ф  |                                               | Flatfoot in Egypt                 | Едвард Бернс                |
| 1981 | ф  |                                               | S.O.B.                            | Московіц                    |
| 1982 | ф  | Офіцер і джентльмен                           | An Officer and a Gentleman        | Байрон Мейо                 |
| 1982 | ф  |                                               | Trail of the Pink Panther         | Бруно Ланглуа               |
| 1983 | ф  | Психо 2                                       | Psycho II                         | Лікар Білл Реймонд          |
| 1983 | ф  |                                               | Curse of the Pink Panther         | Бруно Ланглуа               |
| 1983 | ф  | Обличчя зі шрамом                             | Scarface                          | Френк Лопес                 |
| 1985 | ф  | Честь сім'ї Пріцці                            | Prizzi's Honor                    | Едуардо Пріцці              |
| 1985 | ф  | Зазублене лезо                                | Jagged Edge                       | Сем Рансом                  |
| 1986 | ф  | Озброєний і небезпечний                       | Armed and Dangerous               | Майкл Карліно               |
| 1987 | ф  | Щосили                                        | Over the Top                      | Джейсон Катлер              |
| 1989 | ф  | Тріумф духу                                   | Triumph of the Spirit             | Poppa Around                |
| 1989 | ф  | Безжалісний                                   | Relentless                        | Білл Маллой                 |
| 1993 | тф | Дикі пальми                                   | Wild Palms                        | сенатор Антон Крейцер       |
| 1994 | ф  | Я люблю неприємності                          | I Love Trouble                    | Метт Грінфілд               |
| 1995 | ф  | Людина з пістолетом                           | Man with a Gun                    | Філіп Маркванд              |
| 1996 | тф | Право не відповідати на запитання             | The Right to Remain Silent        | лейтенант Майк Бросло       |
| 1996 | ф  | День незалежності                             | Independence Day                  | генерал Вільям Грей         |
| 1997 | ф  | Загублене шосе                                | Lost Highway                      | Містер Едді / Дік Лоран     |
| 1997 | ф  | Снігове чуття Смілли                          | Smilla's Sense of Snow            | Моріц Ясперсон              |
| 2000 | ф  | Повернись до мене                             | Return to Me                      | Анджело Пардіпілло          |
| 2001 | вг | Grand Theft Auto III                          | Grand Theft Auto III              | Рей Мачовскі                |
| 2006 | ф  | Шалені гроші                                  | Funny Money                       | Фельдман                    |
| 2009 | ф  | Психоаналітик                                 | Shrink                            | доктор Роберт Картер        |
| 2011 | ф  | Зона життя                                    | The Life Zone                     | Джон Лейтон                 |
| 2012 | ф  |                                               | Apostle Peter and the Last Supper | апостол Петро               |
| 2015 | ф  |                                               | Sicilian Vampire                  | Сантіно Траффіканте старший |
| 2016 | ф  | День незалежності: Відродження                | Independence Day: Resurgence      | генерал Вільям Грей         |